# Xã New Boston, Quận Mercer, Illinois
Xã New Boston (tiếng Anh: New Boston Township) là một xã thuộc quận Mercer, tiểu bang Illinois, Hoa Kỳ. Năm 2010, dân số của xã này là 1.204 người.